# 丙酮酸
丙酮酸（英語：pyruvic acid，化學式：CH3COCOOH）是一種α-酮酸，其閃点为82 °C，在生物化學代謝途徑中扮演重要角色。丙酮酸的羧酸鹽陰離子（carboxylate anion）被稱之為丙酮酸鹽（pyruvate，這個字在繁體中文裡也經常簡單地稱作丙酮酸）。

## 作用
丙酮酸在糖解作用等过程中有重要作用：
它可以在细胞質液葡萄糖进行糖酵解的过程中，由磷酸烯醇式丙酮酸产生。每mol葡萄糖在此过程中为细胞提供2 mol丙酮酸、2 mol ATP和2 mol NADH+H+。
丙酮酸可以继续进入克氏循环继续氧化分解。从1 mol葡萄糖中所得的2 mol丙酮酸在线粒体中可以分解为6 mol CO2、8 mol NADH+H+、2 mol FADH2和2 mol GTP。
在无氧呼吸中丙酮酸可以转化为乳酸或者乙醇。
丙酮酸的代谢产物会随尿液排出体外。

## 分析
定性分析可使用苯肼，α-或β-萘酚或者2,4-二硝基苯肼，定量分析可使用乳酸脱氢酶。其代谢产物主要为苯基丙酮酸，随尿液排出。